# Antal Bodó
Antal Bodó (ur. 28 marca 1958 w Segedynie) – węgierski zapaśnik walczący w stylu wolnym. Olimpijczyk z Moskwy 1980, gdzie zajął dziewiąte miejsce w kategorii do 100 kg.
Ósmy na mistrzostwach Europy w 1980. Brązowy medalista uniwersjady w 1977. Trzeci na MŚ juniorów w 1977 i Europy młodzieży w 1978 roku.
- Turniej w Moskwie 1980

Pokonał Ambroise Sarra z Senegalu, a przegrał z Sławczo Czerwenkowem z Bułgarii i Illą Mate z ZSRR.